# Municipio de Lacey (Nueva Jersey)
El municipio de Lacey (en inglés: Lacey Township) es un municipio ubicado en el condado de Ocean  en el estado estadounidense de Nueva Jersey. En el año 2010 tenía una población de 27,644 habitantes y una densidad poblacional de 108 personas por km².

## Geografía
El municipio de Lacey se encuentra ubicado en las coordenadas 39°51′3″N 74°13′54″O / 39.85083, -74.23167.

## Demografía
Según la Oficina del Censo en 2000 los ingresos medios por hogar en el municipio eran de $55,938 y los ingresos medios por familia eran $61,298. Los hombres tenían unos ingresos medios de $47,406 frente a los $30,088 para las mujeres. La renta per cápita para la localidad era de $23,136. Alrededor del 4.5% de la población estaba por debajo del umbral de pobreza.